# Limnephilus microdentatus
Limnephilus microdentatus är en nattsländeart som beskrevs av Martynov 1913. Limnephilus microdentatus ingår i släktet Limnephilus och familjen husmasknattsländor. Inga underarter finns listade i Catalogue of Life.